# Double Vision (band)
Double Vision is een eurodancegroep uit Spanje die bestaat uit Carol McCloskey en Pedro Cerveró.

## Biografie
Double Visions eerste twee singles zijn een mengeling van eurodance en house. In 1994 kwam de single "Knockin'" uit. Deze werd pas een succes in 1995 toen hij in landen als Nederland en België werd uitgebracht. Hun tweede grote hit "All Right" werd opnieuw een groot succes. Hun derde single "Alone Again Or..." was meer rap en had minder succes dan de twee voorgaande singles. Hun songs klinken over het algemeen wat harder dan de meeste andere eurodancemuziek.

## Discografie

### Albums
- Unsafe Building (1996)

### Singles
- Sara (1993)
- Honey Be Good (1993)
- Unsafe Building (1993)
- Knockin' (september 1995) (Alarmschijf) (Dancesmash op Radio 538)
- All Right (oktober 1995)
- Alone Again Or...	(oktober 1996)
- Sara / Unsafe Building (1997)
- Knockin' 2000 (juni 1998)
- Love Me Now (januari 2000)

- MusicBrainz: 105ac643-cb1e-415d-8fbe-fa6690b6e2aa
- Virtual International Authority File: 134477734